# جامعة بابيش-بولياي
جامعة بابيش-بولياي (بالرومانية: Universitatea Babeș-Bolyai)‏ (بالمجرية: Babeș-Bolyai Tudományegyetem)‏ هي جامعة بحثية عامة تقع في كلوج نابوكا، رومانيا. تحتل المركز الأول في تصنيف الجامعات، الذي بدأته وزارة التعليم والبحث الرومانية في عام 2016.
تعد جامعة بابيش-بولياي أكبر جامعة رومانية حيث تضم حوالي 45000 طالب. تقدم برامج دراسية باللغات الرومانية والهنغارية والألمانية والإنجليزية والفرنسية (بالإضافة إلى عدد أقل من البرامج على مستوى الماجستير تدرس باللغات الإسبانية والإيطالية واليابانية). تم تسمية الجامعة، بعد اندماج جامعتي اللغتين الرومانية والمجرية في كلوج في عام 1959، على اسم عالمين بارزين من ترانسيلفانيا، عالم البكتيريا الروماني فيكتور بابيش وعالم الرياضيات المجري جانوس بولياي.
تنتسب الجامعة إلى الاتحاد الدولي للجامعات ومجموعة سانتاندير والوكالة الجامعية للفرانكوفونية ورابطة الجامعات الأوروبية. تعتبر على نطاق واسع واحدة من أكثر الجامعات شهرة في أوروبا الشرقية. تم تصنيف جامعة بابيش-بولياي على أنها جامعة بحثية وتعليمية متقدمة من قبل وزارة التعليم.

## الحرم الجامعي
يقع الحرم الجامعي الرئيسي في مدينة كلوج نابوكا، حيث تنتشر مباني الجامعة في جميع أنحاء المدينة. يوجد بالجامعة 17 منطقة سكنية للطلاب، بإجمالي 5280 مكانًا للإقامة (4964 للطلاب، و 100 للرياضيين و 216 للدكتوراه). تم تجديد جميع غرف النوم المشتركة وهي معزولة حراريًا وتحتوي على نوافذ بزجاج مزدوج وأرضيات خشبية وألواح خشبية أو أثاث خشبي. تقع مكتبة جامعة لوتشيان بلاغا في وسط المدينة. يوجد بالجامعة أيضًا العديد من الكليات الموجودة في مدن أخرى منتشرة في جميع أنحاء ترانسيلفانيا وماراموريش.
ضمن مشروع التراث الثقافي للجامعة يوجد متحف الجامعة (الذي تم إنشاؤه في أبريل 2001، مع مجموعة من أكثر من 750 قطعة أصلية وفاكسيميل)، متحف المعادن، والمتحف النباتي، ومتحف علم الأحافير والطبقات، و متحف علم الحيوان.

## الحياة الدراسية

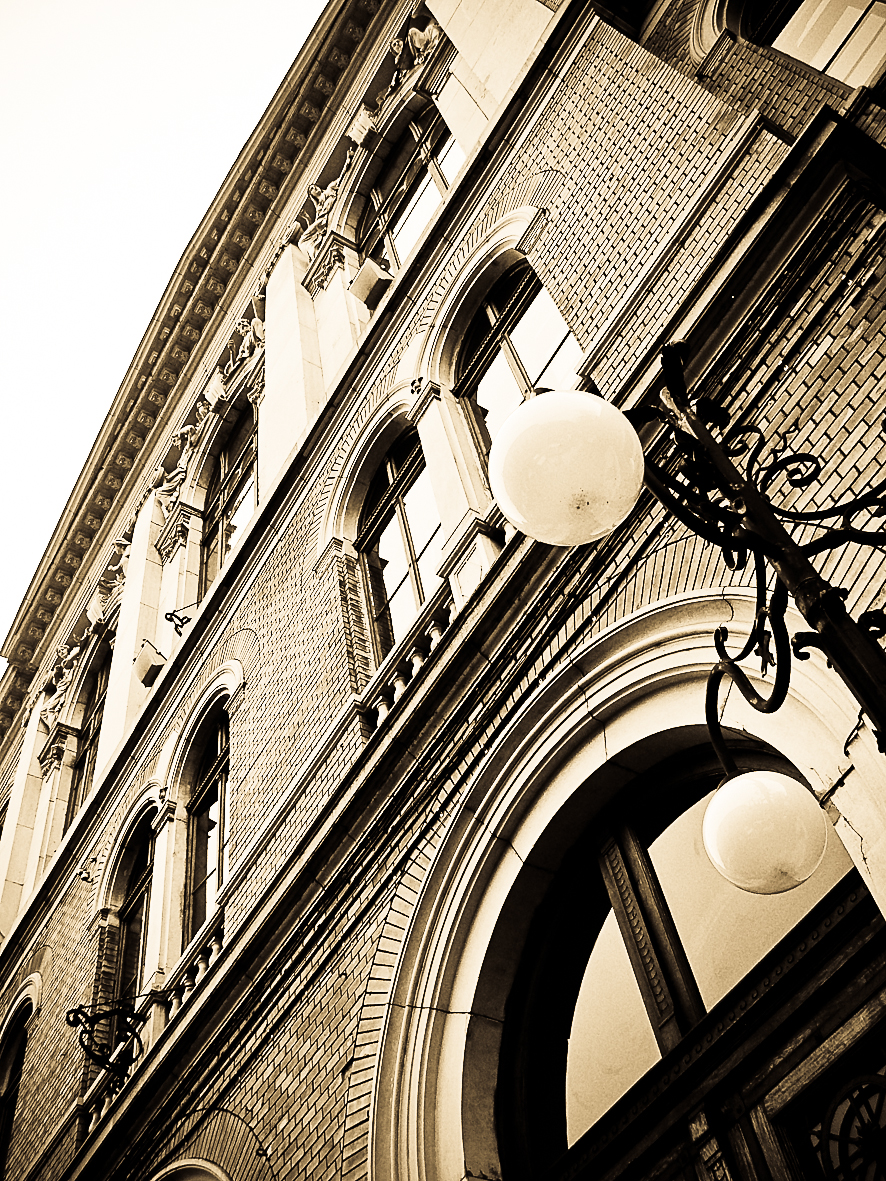
المبنى المركزي للجامعة

ضمت جامعة بابيش-بولياي ما يقرب من 45.000 طالبًا في عام 2019. وبين عامي 1993 و2019، تضاعف عدد الطلاب أربع مرات، من 12247 في عام 1993 إلى 44940 في عام 2019. يتكون الهيكل الطلابي من أكثر من 1200 طالب دكتوراه و 8600 طالب ماجستير و 31800 طالب جامعي. تضم الجامعة 21 كلية وأكثر من 2800 عضو هيئة تدريس. يقدم درجات البكالوريوس والماجستير والدكتوراه، إلى جانب الدراسات العليا المتقدمة. هي الجامعة الوحيدة في أوروبا التي تضم أربع كليات لاهوتية (الأرثوذكسية والإصلاحية والكاثوليكية الرومانية والكاثوليكية اليونانية).
الجامعة مؤسسة متعددة الثقافات ويتضح هذا من هيكلها جيدًا: يوجد 291 برنامجًا دراسيًا باللغة الرومانية (148 دراسة بكالوريوس و 143 ماجستير)؛ 110 برنامج دراسي في المجرية (70 درجة بكالوريوس و 40 دراسات ماجستير)؛ و 15 برنامجًا دراسيًا باللغة الألمانية (10 دراسات بكالوريوس و 5 دراسات ماجستير).
| سنة  | عدد الطلاب      |
| ---- | --------------- |
| 1872 | 258             |
| 1919 | 1,871(+625.2%)  |
| 1938 | 3,094(+65.4%)   |
| 1971 | 14,438(+366.6%) |
| 1989 | 5,940(−58.9%)   |
| 1993 | 12,247(+106.2%) |
| 2003 | 38,048(+210.7%) |
| 2013 | 40,207(+5.7%)   |
| 2014 | 41,136(+2.3%)   |
| 2019 | 44,940(+9.2%)   |

### الكليات
- كلية الرياضيات والمعلوماتية.
- كلية الفيزياء.
- كلية الكيمياء والهندسة الكيميائية.
- كلية الجغرافيا.
- كلية الأحياء والجيولوجيا.
- كلية علوم وهندسة البيئة.
- كلية الحقوق.
- كلية الآداب.
- كلية التاريخ والفلسفة.
- كلية علم الاجتماع والمساعدة الاجتماعية.
- كلية علم النفس والعلوم التربوية.
- كلية الاقتصاد وإدارة الأعمال.
- كلية الدراسات الأوروبية.
- كلية الأعمال.
- كلية العلوم السياسية والإدارية والاتصالات.
- كلية التربية البدنية والرياضة.
- كلية اللاهوت الأرثوذكسي.
- كلية اللاهوت الكاثوليكي اليوناني.
- كلية اللاهوت المصلح.
- كلية اللاهوت الكاثوليكي الروماني.
- كلية المسرح والتلفزيون.

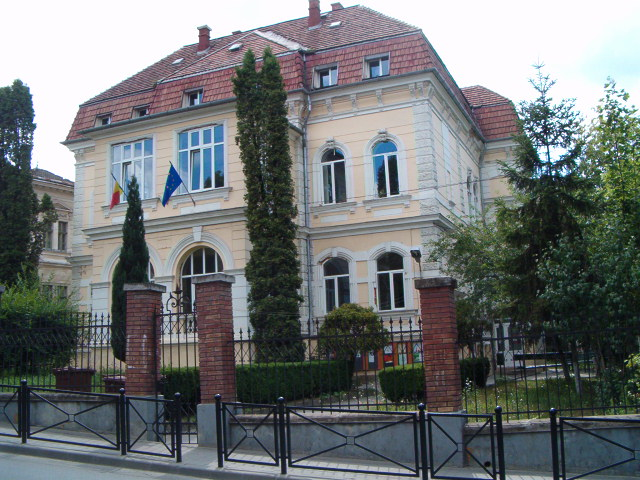
كلية علم النفس
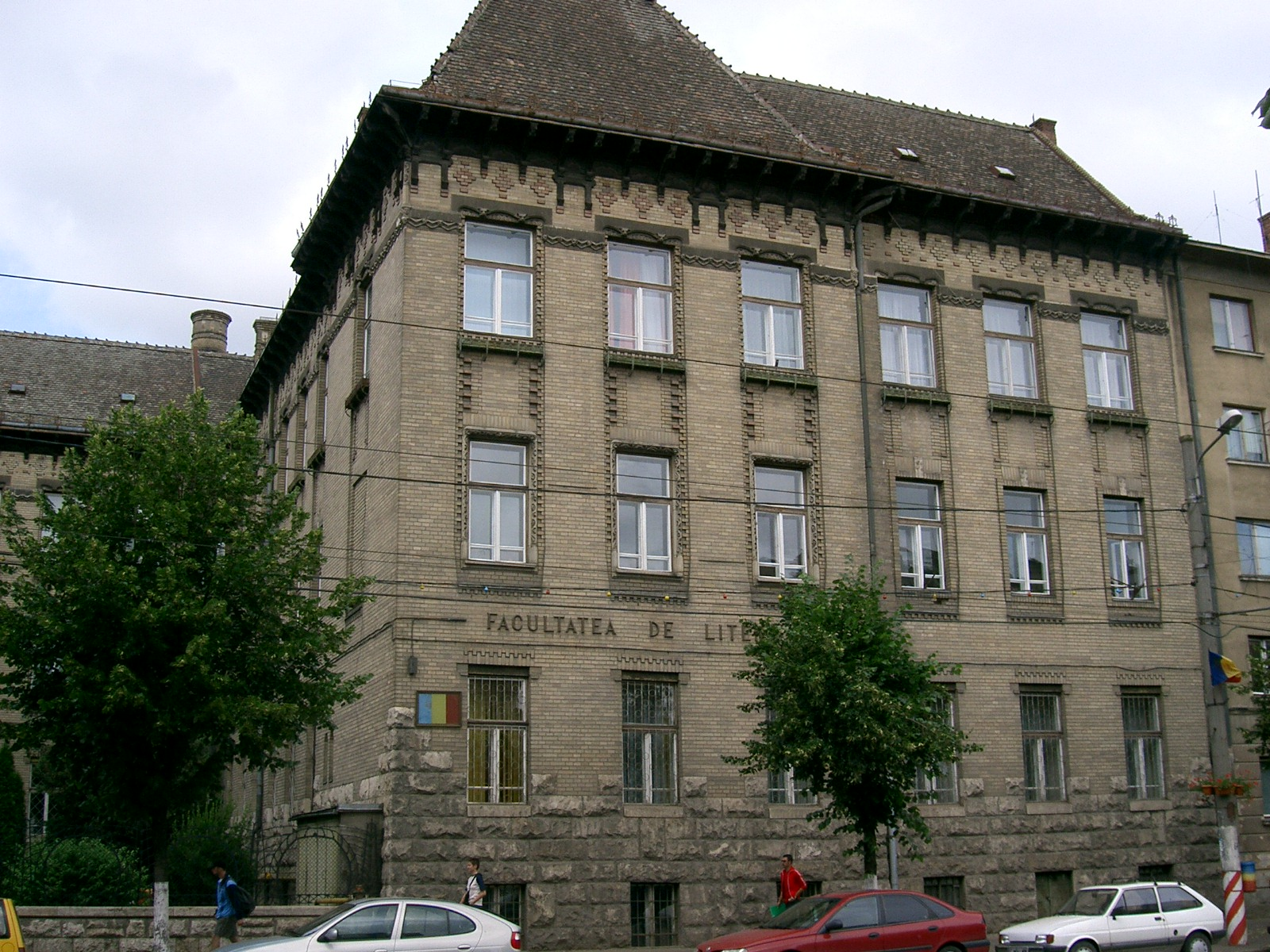
كلية الآداب
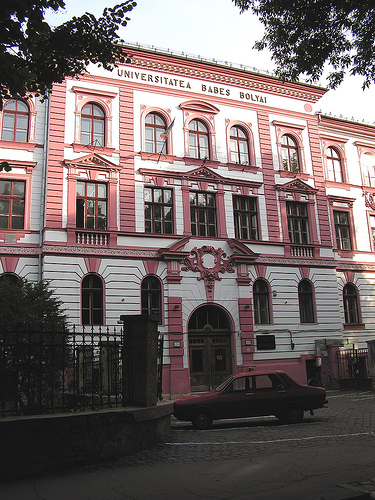
كلية الكيمياء
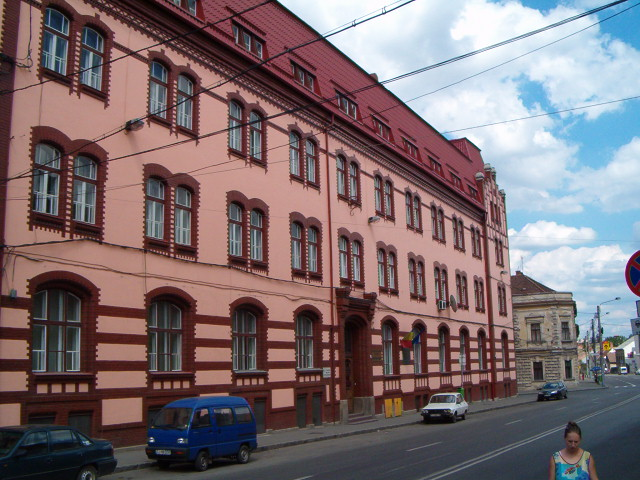
كلية الحقوق

## خريجون متميزون
- جورجي موريسان، لاعب كرة سلة روماني سابق.
- كلاوس يوهانيس، سياسي روماني والرئيس الخامس لرومانيا.
- هيرمان أوبرت، كان فيزيائيًا ومهندسًا ألمانيًا.
- أبراهام والد، رياضياتي مجري يهودي.